# Arytrura musculus
Arytrura musculus là một loài bướm đêm trong họ Noctuidae.